# Chrysopa pigmentata
Chrysopa pigmentata är en insektsart som beskrevs av Eduard Handschin 1935. Chrysopa pigmentata ingår i släktet Chrysopa och familjen guldögonsländor. Inga underarter finns listade i Catalogue of Life.